# Thoreauia
Thoreauia is een geslacht van vliesvleugeligen uit de familie Trichogrammatidae. De wetenschappelijke naam van dit geslacht is voor het eerst geldig gepubliceerd in 1916 door Alexandre Arsène Girault.

## Soorten
Het geslacht Thoreauia omvat de volgende soorten:
- Thoreauia compressiventris Girault, 1916
- Thoreauia gargantua (Girault, 1923)
- Thoreauia gemma (Girault, 1920)